# Élections au Parlement de La Rioja de 2003
Les élections au Parlement de La Rioja de 2003 (en espagnol : Elecciones al Parlamento de La Rioja de 2003) se sont tenues le dimanche 25 mai 2003 afin d'élire les trente-trois députés de la sixième législature du Parlement de La Rioja.
La victoire revient au Parti populaire de La Rioja (PPLR), qui obtient une nouvelle fois la majorité absolue des voix et des sièges.

## Contexte
Lors des précédentes élections du 13 juin 1999, La Rioja confirme son virage à droite, entamé progressivement en 1989 et conclu en 1995.
Le Parti populaire de La Rioja se maintient – de justesse – au-dessus de la barre des 80 000 voix, qu'il est le seul à avoir franchi et renforce sa majorité absolue au Parlement, avec 18 députés au lieu de 17. L'ancien président de La Rioja José Ignacio Pérez Sáenz, à nouveau tête de liste du Parti socialiste de La Rioja-PSOE (PSR-PSOE), échoue à retrouver le pouvoir, même s'il se maintient comme principale force de l'opposition. Il totalise effectivement plus de 55 000 suffrages en sa faveur, plus d'un tiers des exprimés, et obtient 13 élus sur 33. Il profite, tout comme le PPLR, du reflux de la Gauche unie, qui passe sous les 5 % et n'aura donc passé qu'une législature à l'assemblée régionale. Enfin, avec ces habituels 2 sièges, le Parti riojain (PR) complète l'hémicycle en réunissant à peine 9 000 voix, son deuxième plus mauvais résultat.
Le rapport de force est à peu près semblable à la vue des résultats des élections municipales, qui se tiennent simultanément. Sur tout le territoire de la communauté autonome, le PP réunit 49 % des voix, loin devant le PSOE qui parvient à totaliser 35,4 %. Le PR s'inscrit en troisième place, avec 6,2 %. Dans la capitale Logroño, qui rassemble plus de 40 % du corps électoral régional, quatre partis passent les 5 % et siègent au conseil municipal. En tête, logiquement, les conservateurs s'adjugent la majorité absolue avec 52 % et 15 élus sur 27. Les socialistes arrivent deuxième avec 33,2 % et 10 sièges, tandis que la gauche radicale et les régionalistes se partagent les 2 conseillers restants, avec respectivement 5,6 % et 5,3 %.
Les élections législatives du 12 mars 2000 amplifient le sentiment majoritaire du Parti populaire. Majoritaire au niveau national, le parti remporte en La Rioja 54,1 % des suffrages, soit 3 des 4 sièges à pourvoir au Congrès des députés. C'est une première dans l'histoire régionale, jamais encore une force politique n'avait obtenu plus de 2 élus. Le Parti socialiste ouvrier espagnol, qui engrange 34,9 %, doit se contenter du dernier député. Le secrétaire général du PSR-PSOE depuis 1981 Ángel Martínez Sanjuán renonce à se succéder lors du congrès de juillet suivant. C'est l'entrepreneur et conseiller municipal Francisco Martínez-Aldama, 34 ans, qui est choisi pour lui succéder.

## Mode de scrutin
Le Parlement de La Rioja se compose de 33 députés, élus pour un mandat de quatre ans au suffrage universel direct, suivant le scrutin proportionnel à la plus forte moyenne d'Hondt.
La Rioja constitue une circonscription unique. Seules les forces politiques – partis, coalitions, indépendants – ayant remporté au moins 5 % des suffrages exprimés au niveau du territoire régional participent à la répartition des sièges.

## Campagne

### Partis et chefs de file
| Force politique | Force politique                                                       | Chef de file               | Idéologie                                                      | Score en 1999              |
| --------------- | --------------------------------------------------------------------- | -------------------------- | -------------------------------------------------------------- | -------------------------- |
|                 | Parti populaire de La Rioja Partido Popular de La Rioja               | Pedro Sanz Président       | Centre droit Conservatisme, libéralisme, démocratie chrétienne | 52,4 % des voix 18 députés |
|                 | Parti socialiste de La Rioja-PSOE Partido Socialista de La Rioja-PSOE | Francisco Martínez-Aldama  | Centre gauche Social-démocratie, progressisme                  | 36,1 % des voix 13 députés |
|                 | Parti riojain Partido Riojano                                         | Miguel González de Legarra | Centre Régionalisme                                            | 5,9 % des voix 2 députés   |

## Résultats

### Voix et sièges
|                          |                                               |         |       |      |        |               |  |  |  |  |  |  |  |  |
| Parti                    | Parti                                         | Voix    | %     | +/-  | Sièges | +/-           |  |  |  |  |  |  |  |  |
|                          | Parti populaire (PP)                          | 84 533  | 48,60 | 2,66 | 17     | 1             |  |  |  |  |  |  |  |  |
|                          | Parti socialiste ouvrier espagnol (PSOE)      | 66 410  | 38,18 | 2,90 | 14     | 1             |  |  |  |  |  |  |  |  |
|                          | Parti riojain (PR)                            | 11 842  | 6,81  | 1,05 | 2      | en stagnation |  |  |  |  |  |  |  |  |
|                          | Gauche unie (IU)                              | 4 729   | 2,72  | 1,19 | 0      | en stagnation |  |  |  |  |  |  |  |  |
|                          | Les Verts (LV)                                | 2 858   | 1,64  | 0,38 | 0      | en stagnation |  |  |  |  |  |  |  |  |
|                          | Mouvement vers le socialisme humaniste (MASH) | 269     | 0,15  | 0,12 | 0      | en stagnation |  |  |  |  |  |  |  |  |
|                          | Vote blanc                                    | 3 308   | 1,90  | 0,36 |        |               |  |  |  |  |  |  |  |  |
|                          |                                               |         |       |      |        |               |  |  |  |  |  |  |  |  |
| Suffrages exprimés       | Suffrages exprimés                            | 173 949 | 99,17 |      |        |               |  |  |  |  |  |  |  |  |
| Votes nuls               | Votes nuls                                    | 1 452   | 0,83  |      |        |               |  |  |  |  |  |  |  |  |
| Total                    | Total                                         | 175 401 | 100   | -    | 33     | en stagnation |  |  |  |  |  |  |  |  |
| Abstention               | Abstention                                    | 58 152  | 24,90 |      |        |               |  |  |  |  |  |  |  |  |
| Inscrits / participation | Inscrits / participation                      | 233 553 | 75,10 |      |        |               |  |  |  |  |  |  |  |  |

### Analyse
Avec 18 000 votants de plus qu'en 1999, ce scrutin marque un record absolu puisque jamais plus de 170 000 électeurs ne s'étaient rendus aux urnes pour une élection régionale. Le taux final de participation est le deuxième plus élevé depuis 1983.
Bien que le Parti populaire de La Rioja connaisse une progression de 4 500 voix, la meilleure mobilisation électorale lui fait perdre un député, le ramenant au seuil limite de la majorité absolue, et ne lui accorde qu'une majorité relative en voix, une première depuis qu'il est au pouvoir. C'est en effet le Parti socialiste de La Rioja-PSOE qui profite pleinement de cette hausse de la participation : il enregistre une hausse de 11 400 suffrages en sa faveur, reprend un siège au PPLR et réduit l'écart les séparant à 18 100 voix, le plus faible depuis le scrutin de 1995. Enfin, le Parti riojain gagne lui aussi des suffrages, 2 800 environ, mais doit se contenter, encore et toujours, de seulement deux élus régionaux.

### Conséquences
Le 27 juin 2003, après deux jours de débats, Pedro Sanz est réélu président de La Rioja pour un troisième mandat consécutif.